# Українська православна церква Канади
Украї́нська правосла́вна це́рква Кана́ди (УПЦК; англ. Ukrainian Orthodox Church of Canada, грец. Ουκρανική Ορθόδοξη Εκκλησία του Καναδά, фр. Église orthodoxe ukrainienne du Canada) — православна митрополія Вселенського патріархату Константинополя з 1990 року, була створена незалежною у 1918 році, яка об'єднує переважно канадців українського походження й українців. Заснована у місті Саскатун у 1918 році під назвою назва – Українська греко-православна церква Канади (УГПЦ), яка застосувалася до 1990 року. Церква, яка нині є митрополією Вселенського Патріархату Константинополя, є частиною ширшого східного православного співтовариства, однак була створена незалежною у 1918 році. Є митрополією з 1951 року. 
УПЦК має собори в багатьох містах Канади, включаючи Вінніпег, Саскатун, Ванкувер, Едмонтон, Торонто та Монреаль. Митрополичий собор, семінарія (колегія св. Андрія) і центральний адміністративний офіс знаходяться у Вінніпезі. Також до церкви належать чотири резиденції для студентів: Інститут Св. Володимира в Торонто, Онтаріо; Інститут Св. Петра Могили в Саскатуні, Саскачеван; Інститут Св. Іоанна в Едмонтоні, Альберта; і один, що працює в коледжі Св. Андрія. Церква налічує близько десяти тисяч членів. Нині предстоятелем церкви є митрополит Іларіон (Рудник).
УПЦ Канади, разом з УПЦ США та УПЦ в діаспорі, є прямою спадкоємницею Української автокефальної православної церкви, що була утворена у складі Польської православної церкви у 1942 році за благословення митрополита Варшавського Діонісія (Велединського), однак у 1950-тих роках зв'язок і Польською православною церквою було втрачено і діаспорні українські юрисдикції опинилася на кілька десятиліть у канонічній ізоляції яка припинилася лише у 1990-х роках коли УПЦ Канади, УПЦ США й УПЦ в діаспорі були прийняті до складу Вселенського патріархату Константинополя. Українська православна церква Канади отримує від Вселенського патріархату Константинополя миро, він же затверджує обраних єпископів. 

## Історія
Більшість етнічних русинів-українців, які переселилися до Канади з Галичини наприкінці ХІХ – на початку ХХ ст., були греко-католиками, і з самого початку їх опікувала місцева римо-католицька ієрархія аж до створення Українського греко-католицького екзархату в 1912 році. Це було тому, що північноамериканські римо-католицькі єпископи вважали, що присутність одружених східно-католицьких священиків у той час створить скандал. Інша велика група українців, які приїжджали до Канади, були з Буковини, і вони були переважно православними. Спочатку цих православних християн обслуговувала Російська православна місія в Північній Америці (яка на той час була частиною Російської православної церкви), але богослужіння велося не рідною українською мовою. Католики та православні, які хотіли заснувати власну церкву, зустрілися влітку 1918 року в місті Саскатун, Саскачеван, і заснували Українську греко-православну церкву в Канаді. Також на цих зборах делегати (переважно з Альберти, Саскачевану та Манітоби) заснували Братство, щоб спробувати допомогти молодій церкві.
Поселенці щойно створили нову церкву, але вони дуже усвідомлювали церковне канонічне право, яке стверджує, що церква не може існувати без єпископа. Церковне братство намагалося, щоб архієпископ РПЦ Олександр взяв храм під свою тимчасову опіку як єпископ. Спочатку архієпископ Олександр погодився, але пізніше відмовився; однак Перший Собор (Церковний Собор) УГПЦ все ж таки відбувся, як було заплановано, 28 грудня 1918 р. у Саскатуні. Цей Собор призвів до заснування першої церковної семінарії в Саскатуні. Братство все ще шукало тимчасового єпископа і зрештою знайшло його: митрополита Германа (Шехаді), який був митрополитом Антіохійської православної християнської архієпархії Північної Америки. Він керував церквою наступні 5 років (1919-1924). Під його керівництвом 27 листопада 1919 р. у Саскатуні відбувся ІІ Собор.

### Архієпископ Іоанн (Феодорович)
Після митрополита Германа предстоятелем церкви став архієпископ Іоанн (Феодорович). Архієпископ Іоанн щойно прибув до Сполучених Штатів з неканонічної Української Автокефальної Православної Церкви і почав служити Українській Православній Церкві США, щоб стати її Предстоятелем і Митрополитом. Молода церква обрала своїм єпископом українського єпископа, сподіваючись, що під його керівництвом церква буде розвиватися далі. Протягом літа з 1924 по 1946 рік архієпископ Іоанн здійснював щорічну поїздку до Канади, щоб відвідати парафії по всій країні. Коли архієпископ Іоанн перебував у США в зимові місяці, о. Семен Савчук виконуватиме обов’язки адміністратора Консисторії в Канаді.
Після кількох років перебування на посаді Предстоятеля УПЦЦ навколо архієпископа Іоанна виникли певні суперечки через його неканонічні хіротонії на єпископа. Архієпископа Іоанна «висвятили» «єпископи» УАПЦ, які не були рукоположені за канонічними законами та традиціями Православної Церкви, а рукоположені священиками та мирянами. 1-й канон святих апостолів говорить, що нових єпископів повинні висвячувати принаймні 2 або 3 єпископи. Внаслідок цього архієпископ Іоанн склав у 1946 році повноваження правлячого єпископа.
На позачерговому Соборі 1947 р. єпископ Мстислав (Скрипник) був прийнятий новим Архиєпископом Вінніпегу та всієї Канади. Однак через певні непорозуміння та суперечки про те, як треба керувати церквою (здебільшого між ним і Семеном Савчуком), він залишив посаду Предстоятеля в 1950 році на X Соборі у Вінніпезі, Манітоба. У відповідь УПЦЦ зв’язалася з митрополитом Полікарпом (Сікорським) (який був главою Української Автокефальної Православної Церкви За кордоном, що складалася з єпископів-біженців, раніше приєднаних до Польської Православної Церкви в окупованій німцями Україні) по допомогу, і він погодився надіслати деяких єпископів. на допомогу вірним у Канаді.

### Утворення митрополії

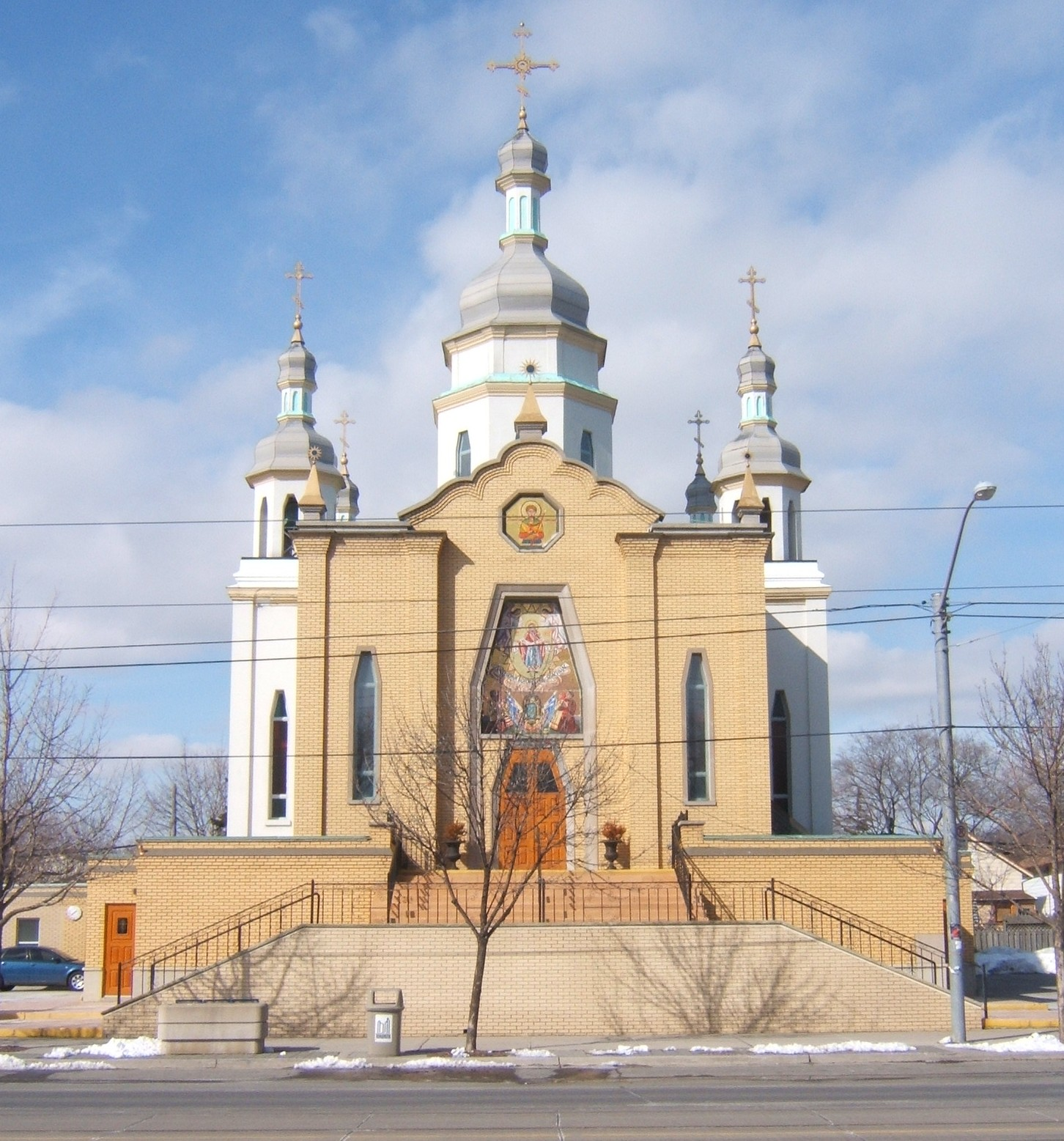
Храм Святого Дмитрія, м. Торонто

У 1951 році позачерговий Собор Української греко-православної церкви Канади ухвалив рішення запросити чотирьох визначених Консисторією архієреїв для організації церковного життя української спільноти в Канаді. Із них один тоді перебував у Канаді — митрополит Іларіон (Огієнко), ще двоє приїхали з Європи: архієпископ Михаїл (Хороший) і єпископ Платон (Артем'юк) — обидва з юрисдикції митрополита Полікарпа; одначе Платон помер 5 серпня — за 3 дні до надзвичайного собору.
8 серпня 1951 року Собор УГПЦК обрав настоятелем Церкви митрополита Іларіона (Огієнка) з титулом митрополита Вінніпега і всієї Канади, а владику Михайла (Хорошого) призначив архієпископом Торонто та Східної Канади.
У 1968 році при Коледжі святого Андрія (місто Вінніпег) було засновано факультет православного богослов'я. Першим деканом факультету став митрополит Іларіон.
Після 21 року предстоятеля УГКЦ митрополит Іларіон помер 29 березня 1972 року, і його наступником став Архієпископ Торонтський Михаїл на посаді Митрополита Вінніпегу та всієї Канади. Після відходу митрополита Михаїла на пенсію в 1975 році митрополитом було обрано архієпископа Андрея (Метюк), який служив до своєї смерті 2 лютого 1985 року. При митрополиті Андреї були обрані нові єпископи: Миколай (Дебрин), Василій (Федак) та Іоан (Стінка). служити УГОКЦ, а після смерті митрополита Андрея владику Василя було обрано митрополитом Вінніпегу і всієї Канади. Через чотири роки після інтронізації на Предстоятеля УГКЦ Митрополит Василій висвятив архімандрита Юрія (Каліщука) на єпископа Саскатунського.

### Новітня історія

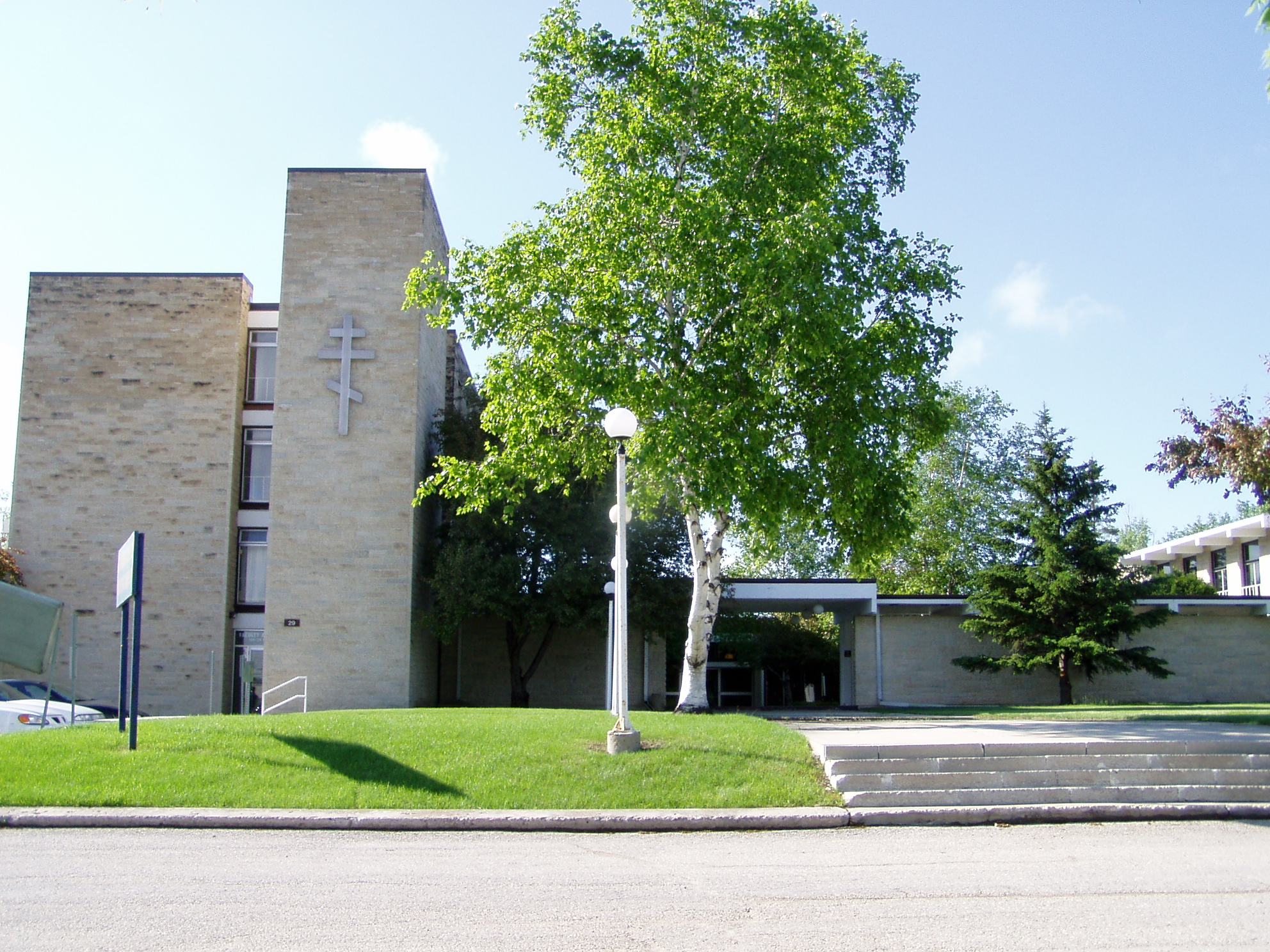
Православна колегія-семінарія св. Андрія УПЦК у м. Вінніпег.

Після діалогу з Вселенським патріархатом Константинополя УГПЦ була прийнята до своєї юрисдикції як Українська православна церква Канади в 1990 році, привівши її до повного сопричастя канонічної Православної церкви. (Кілька років потому її сестринська церква, Українська православна церква в діаспорі, також приєдналася до Вселенського патріархату Константинополя.) Декрет Вселенського патріарха Димитрія I про об’єднання УГПЦ з Вселенським патріархатом Константинополя визнавав внутрішню автономію Церкви під керівництвом її митрополита, обґрунтування прийняття УГПЦ до юрисдикції Патріархату на основі історичної юрисдикції Вселенського патріархату Константинополя в Україні. Складається з трьох єпархій. 1989 року нараховувала 128 000 членів об'єднаних у 290 парафій, якими опікувалися 99 кліриків.
За статутом Собор УПЦ Канади є вищим керівним органом цієї Церкви, однак його рішення дійсні лише після затвердження їх Константинопольським Патріархом. Черговий Собор збирається раз на п'ять років. Учасниками Собору є всі єпископи УПЦ Канади, члени Консисторії та Постійних Комітетів Консисторії, редактор офіційного церковного видання, представники Колегії Святого Андрія, молодіжних церковних об'єднань, делегати парафій і місій УПЦ Канади.
Після смерті митрополита Василія на початку 2005 року двадцять перший собор УПЦК обрав архієпископа Іоанна митрополитом Вінніпезьким і Канадським. У серпні 2008 року в Саскатуні відбувся надзвичайний собор з обрання нових єпископів, внесення змін до статуту УПЦК та відзначення 90-річчя заснування УПЦК у місті. Собор обрав єпископа Телмесського Іларіона (Рудника) єпископом Едмонтонським та Андрія (Пєшко) Кратійського єпископом-помічником Саскатунського.
У липні 2010 р. відбувся черговий Позачерговий Собор УПЦК з призначення наступника новопреставленого митрополита Іоанна. Собор номінував архієпископа Торонтського Юрія (Каліщука) на митрополита, а відтак 30 серпня 2010 року Священний Синод у Константинополі обрав архієпископа Юрія Архиєпископом Вінніпегу та Митрополитом Канади.
10 лютого 2019 українські капелани Православної церкви України відслужили літургію в одному із храмів Торонто.
Митрополит Іларіон 25 серпня 2023 року закликав духовенство провести на парафіях обговорення щодо можливості переходу на новоюліанський календар після переходу християнських церков в Україні. 1 грудня 2023 року стало відомо, що з 20 грудня 2023 року УПЦ Канади переходить на новоюліанський календар.

## Структура

### Єпископат

#### Поточний єпископат
| № | Архієрей         | Архієрей   | Архієрей                                           | Архієрей       | Хіротонія      | Хіротонія           | Статус       |
| № | Ім'я             | Сан        | Титул                                              | На кафедрі з   | Дата           | Очолив              | Статус       |
| - | ---------------- | ---------- | -------------------------------------------------- | -------------- | -------------- | ------------------- | ------------ |
| 1 | Іларіон (Рудник) | митрополит | архієпископ Вінніпезький і митрополит всієї Канади | 22 липня 2022  | 29 січня 2005  | Епіфаній (Періалас) | предстоятель |
| 2 | Андрій (Пешко)   | єпископ    | Торонтський і Східної єпархії                      | 19 травня 2021 | 13 грудня 2005 | Константин (Баган)  | правлячий    |
| 3 | Юрій (Каліщук)   | митрополит | колишній Вінніпезький                              |                | 22 жовтня 1989 | Василій (Федак)     | на спочинку  |

#### Предстоятелі
- митрополит Герман (Шехаді) (1919–1924), тимчасово керуючий
- митрополит Іоанн (Теодорович) (1924–1946)
- митрополит Мстислав (Скрипник) (1947–1950)
- митрополит Полікарп (Сікорський) (1950–1951), тимчасово керуючий
- митрополит Іларіон (Огієнко) (1951–1972)
- митрополит Михаїл (Хороший) (1972–1975)
- митрополит Андрей (Метюк) (1975–1985)
- митрополит Василій (Федак) (1985–2005)
- митрополит Іван (Стінка) (2005 —2010)
- митрополит Юрій (Каліщук) (2010-2021)
- архієпископ Іларіон (Рудник) (2021–2022), тимчасово керуючий
- митрополит Іларіон (Рудник) (з 22 липня 2022)

### Єпархії

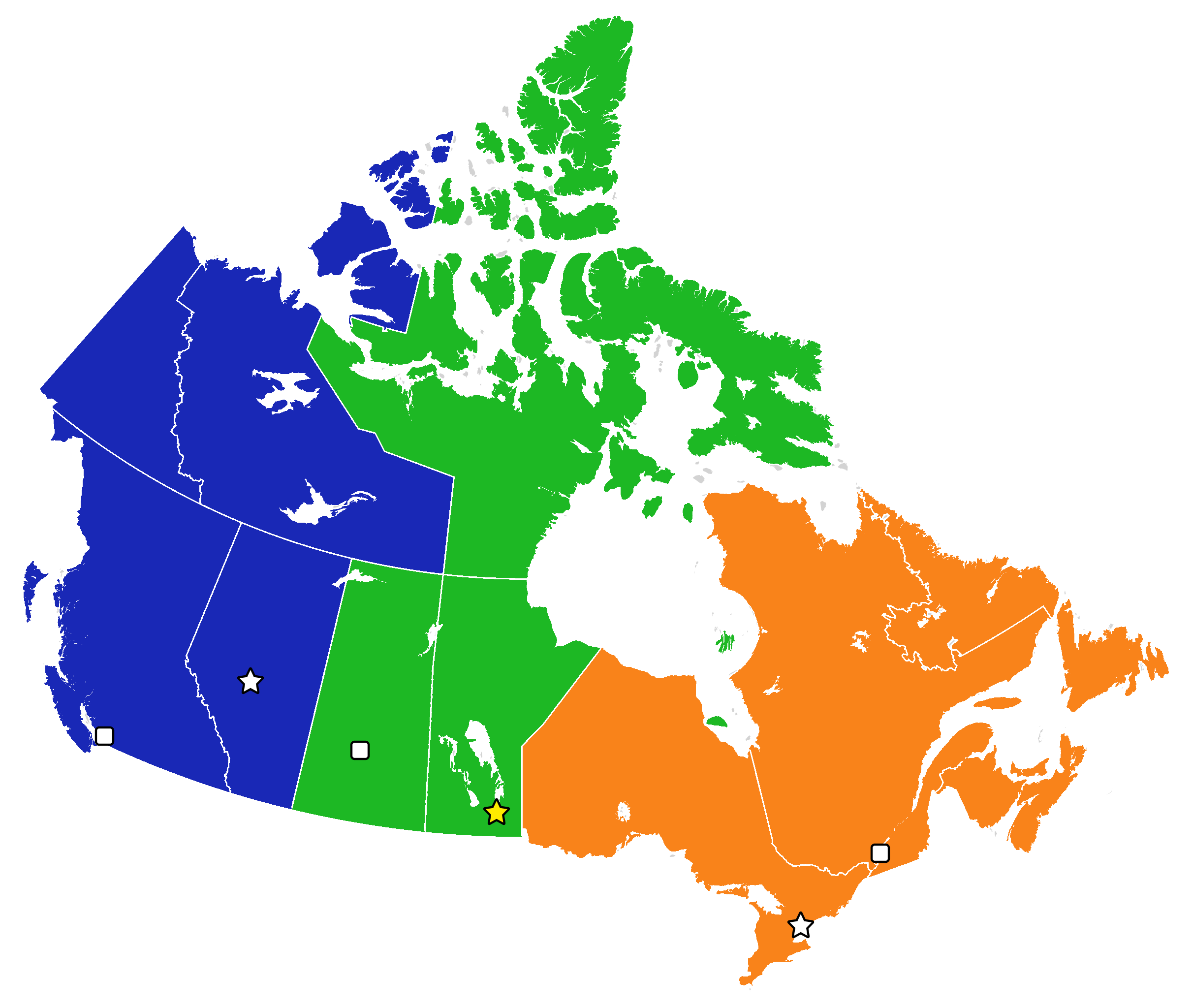
Карта трьох єпархій церкви (з позначеними соборами на карті):
Західна єпархія (Едмонтон)
Середня єпархія (Вінніпег)
Східна єпархія (Торонто)

УПЦК розділена на три єпархії: Східну єпархію з катедральним собором у Торонто, Онтаріо; Середню єпархія з катедрою у Вінніпезі, Манітоба; і Західна єпархія з її катедральним собором в Едмонтоні, Альберта. Згідно звичаю УПЦК, предстоятель церкви має титул «Архиєпископ Вінніпезький і Митрополит Канадський» і виконує функції єпархіального або правлячого єпископа Середньої єпархії.
Східну єпархію очолює єпископ Торонтський Андрій (Пешко). Західну єпархію очолює єпископ Едмонтонський і Західно-Канадський Іларіон (Рудник). Усі єпархії УПЦК можуть мати єпископів-помічників (титул «Єпископ Ванкувера» у Західній єпархії, «Єпископ Саскатуна» у Центральній єпархії та «Єпископ Монреаля» у Східній єпархії).[коли?]

#### Середня
Центральна єпархія обіймає територію провінцій Саскачеван, Манітоба і північний-захід провінції Онтаріо; складається з 6 деканатів та включає 24 парафії, священики яких обслуговують 164 храми. У єпархії 36 священиків, з яких 24 діючих. Існує вакантний Саскатунський вікаріат.
Єпархію очолює митрополит Вінніпегу і предстоятель УПЦК Іларіон (Рудник).

#### Східна
Східна єпархія обіймає південно-західну частину Онтаріо і провінцію Квебек: 4 деканати з 17 парафіями (24 храми). До неї належить також єдиний монастир Церкви та 2 місії. З 25 священиків — 18 діючі. Існує вакантний Монреальський вікаріат.
Єпископи Торонтські і Східної єпархії:
- Михаїл (Хороший) (1951—1972)
- Миколай (Дебрин) (1977—1981)
- Василій (Федак) (1981—1985) (з 1983 архієпископ)
- Юрій (Каліщук) (1990—2010, у 2010—2021 — місцеблюститель)
- Андрій (Пешко) (з 19 травня 2021)

#### Західна
Західна єпархія (провінції Альберта і Британська Колумбія): 5 деканатів, 60 парафій (79 храмів) і 2 місії. Служать 27 священиків — із них 17 діючих. Існує вакантний Ванкуверський вікаріат.
Єпископи Едмонтонські і Західної єпархії:
- Андрей (Метюк) (1959—1975)
- Борис (Яковкевич) (1975—1984)
- Іван (Стінка) (1984—2005)
- Іларіон (Рудник) (з 24 серпня 2008)

### Нинішній стан
Загалом в УПЦК, кількість вірних якої, згідно з переписом становить близько 32 700 осіб, відчутно певний брак кадрів духовенства: у всій Церкві є лише 3 постійних диякони, 5 семінаристів. Має власну семінарію на кампусі Манітобського університету.